# Budynek Poczty Głównej przy ulicy Wita Stwosza we Wrocławiu

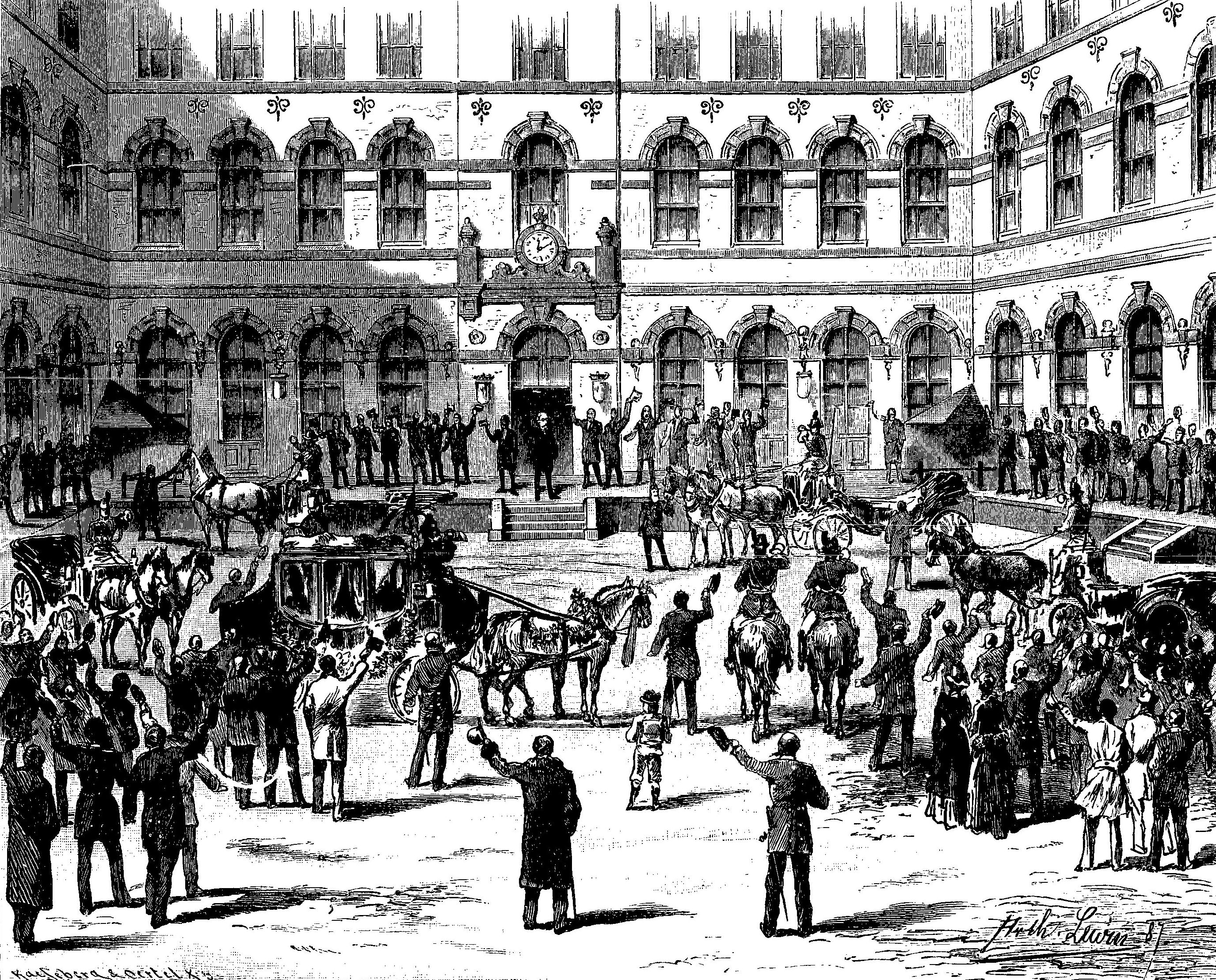
Dziedziniec poczty

Poczta Główna we Wrocławiu – gmach poczty głównej, który znajdował się we Wrocławiu przy ul. Wita Stwosza 25/26. Gmach Poczty Głównej był jednym z najbardziej monumentalnych neobarokowych gmachów Wrocławia. Zniszczony podczas II wojny światowej.

## Historia
Budynek został wybudowany w 1888 roku w stylu neobarokowym. Zaprojektowany przez berlińskich architektów J. Hennickego i H. von Hudego. Elewację zaprojektowali W. Kyllmann i A. Heyden, zaś autorem dekoracji rzeźb był Ch. Behrens. Mieściły się w nim urzędy pocztowe i dwie wielkie sale obsługi klientów.
Wnętrza budynku uległy całkowitemu zniszczeniu w 1945, a po wojnie rozebrano ocalałe mury. 